# Positiv

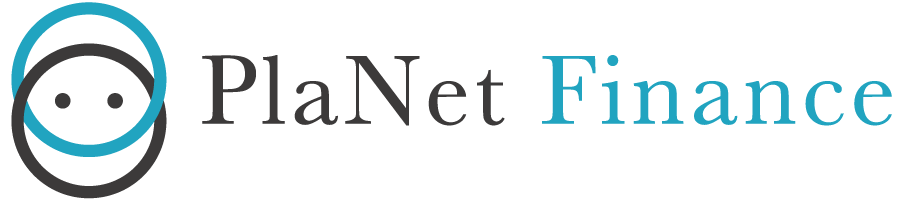
Anciens nom et logo de l'organisation.

Positiv, anciennement Positive Planet, est une ONG qui vise à lutter contre l’exclusion au travers de l’entrepreneuriat positif[Quoi ?] auprès des populations les plus précaires.[réf. nécessaire]

## Histoire
Jacques Attali fonde avec Arnaud Ventura en 1998 PlaNet Finance qui deviendra[Quand ?] Positive Planet.[réf. nécessaire] Elle se concentre sur l’inclusion financière, devenue un mouvement d'ampleur offrant des  services financiers et non financiers à des individus à la marge de l'économie.
Le mandat initial de Positive Planet est de lutter contre la pauvreté par le développement de la microfinance[source insuffisante]. Elle a fait évoluer son expérience en menant des projets centrés sur l’entrepreneuriat.

## Organisation
Positive Planet, anciennement PlaNet Finance, est une organisation de solidarité internationale de lutte contre la pauvreté qui se fixe comme mission d'aider les populations à développer des activités génératrices de revenus de manière autonome. L'ONG propose des services de conseil et d'assistance technique aux acteurs de la microfinance, ainsi que des programmes d’insertion socio-économique pour les populations les plus pauvres.
Positive Planet est présent dans 16 pays  (Afrique, Moyen-Orient et Europe) .